# جمال محمد (کشتی‌گیر)
جمال محمد (به عربی: جمال عبدالناصر حنفي محمد، آوانگاری: زادهٔ ۲۴ فوریهٔ ۱۹۹۹) یک کشتی‌گیر آزادکار اهل کشور مصر است. وی سابقه حضور در المپیک ۲۰۲۴ پاریس را دارد.  